# Maria Festetics
La condesa Maria Festetics von Tolna (Tolna, reino de Hungría, 20 de octubre de 1839- Söjtör, íb. 17 de abril de 1923) fue una dama de la alta nobleza húngara, conocida por ser dama de la emperatriz Isabel de Austria, Sissi.

## Biografía
Fue una de los vástagos de Sandor Festetics, conde de Tolna (1805-1877) y la baronesa Maria Josefa von Boxberg (1810-1892). Tuvo otros hermanos:
- Ilona
- Karl.
- Matild.
- Viktor.

Alrededor de 1846 su familia se trasladó desde el castillo de Tolna, a otra propiedad de la familia en Sötjör.
Sus padres fueron amigos de prohombres húngaros como Gyula Andrassy y Ferenc Deák. Fruto de estas relaciones sería nombrada dama de honor de la princesa Clotilde de Sajonia-Coburgo-Gotha, esposa del archiduque José Carlos de Austria. Al servicio de esta princesa, conocería a uno de sus múltiples pretendientes, el príncipe Nikolai Dolgorucky (1840-1913), ruso. 
El 3 de julio de 1871 pasó a servir a la emperatriz Isabel de Austria, a quién conocería en diciembre de ese año. La posibilidad de un matrimonio entre Maria y Dolgorucky se esfumó, ya que la emperatriz Isabel era celosa de las atenciones sus damas de corte. Permanecería célibe durante toda su vida.
Durante su servicio a la emperatriz, María llegó a desarrollar una fuerte admiración por esta. Mantuvo excelentes relaciones con la también húngara, Ida Ferenczy que ejercía las funciones de lectora de la Emperatriz. Aunque esta última prohibió a Maria que Ida se dirigiera a ella por su nombre de pila o viceversa, para marcar la diferencia de clases (Ida pertenecía a la baja nobleza y María, a la alta).
Tras el asesinato de la emperatriz en 1898, tuvo que abandonar su apartamento en el Hofburg. Pasó a vivir a un apartamento que había comprado en Viena, cercano al que también pasaría a habitar, tras la muerte de la emperatriz Isabel, Ida Ferenczy.
Moriría el 17 de abril de 1923, en el reino de Hungría regido por el regente Miklos Horthy. Sus propiedades serían heredadas por su sobrino Karl.

## Obra
Es autora de un importante diario que es considerado como una de las más importantes fuentes para el estudio de la vida de la emperatriz Isabel de Austria. Estos diarios abarcan desde 1871 hasta el año 1884 y se retoman desde 1904. Los diarios fueron publicados en 2014. Parte de ellos habían sido incluidos por Brigitte Hamann en su biografía de la emperatriz Isabel.

## Órdenes y empleos

### Órdenes
- Dama de segunda clase de la Orden de la Cruz Estrellada.[1](1872)[2]
- Dama de honor de la Orden de Teresa.[1]
- Dama de primera clase de la Orden de Isabel (1896)[3]

### Empleos
- Dama de corte (Hof-dame) de la emperatriz Isabel de Austria.[1]

### Individuales
1. 1 2 3  «Handbuch des Allerhöchsten Hofes und des Hofstaates Seiner K. und K. Apostolischen Majestät führ 1895». Handbuch des Allerhöchsten Hofes und des Hofstaates Seiner K. und K. Apostolischen Majestät (Viena): 87. 1895.
2. ↑  «Österreichisch- kaiserliches Hof- Kalender für das Jahr 1894». Österreichisch-kaiserlicher Hof-Kalender (en alemán): 250. 1894.
3. ↑  «Handbuch des Allerhöchsten Hofes und des Hofstaates Seiner K. und K. Apostolischen Majestät führ 1918». Handbuch des Allerhöchsten Hofes und des Hofstaates Seiner K. und K. Apostolischen Majestät (Viena): 518. 1918.